# Kleempoelbeek

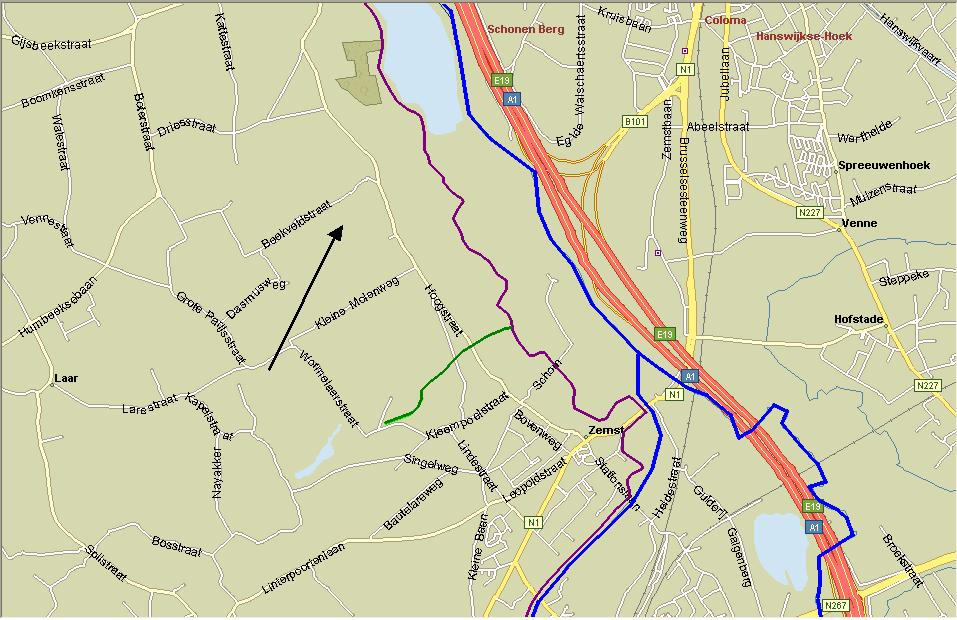
Kaartje van de Kleempoelbeek (groen). Deze mondt uit in de Leibeek (paars) en die mondt uit in de Zenne (blauw). Zwarte pijl geeft stroomrichting aan.

De Kleempoelbeek is een beek in de Vlaams-Brabantse gemeente Zemst. Ze begint vlak bij het Dalemansbos op een hoogte van 11 meter en stroomt dan achter de huizen van de Zemstse buurt Kleempoel. De beek stroomt dan onderdoor de Hoogstraat en komt dan in de natte weilanden van Het Schom. Daar mondt ze uit in Leibeek op een hoogte van 5 meter.